# Nothocalais alpestris
Nothocalais alpestris es una especie de planta herbácea perteneciente a la familia de las asteráceas. Es originaria de la Cordillera de las Cascadas y lugares cercanos en el oeste de Estados Unidos, donde crece en con hábitos subalpinos en los bosques y prados.

## Descripción
Son hierbas perennes que crecen de un grueso caudex y llegan a medir cerca de 25 cm de alto. Las hojas se encuentran alrededor de la base del tallo y tienen dientes, son onduladas, o bordes lisos, y en ocasiones produce una fina capa de pelos. Miden hasta 20 centímetros de largo. La inflorescencia es un capítulo lleno de bracteas con puntos verdes-morados  y que contiene muchas flores liguladas amarillas y ningún disco de florecillas. El fruto es un aquenio cilíndrico de hasta un centímetro de largo sin incluir la gran vilano con hasta 50 pelos blancos que puede tener un centímetro más de largo.

## Sinonimia
- Agoseris alpestris (A. Gray) Greene
- Agoseris barbellulata (Greene ex A. Gray) Greene
- Microseris alpestris (A.Gray) Q.Jones ex Cronquist
- Troximon alpestre A. Gray[2][3]

## Galería

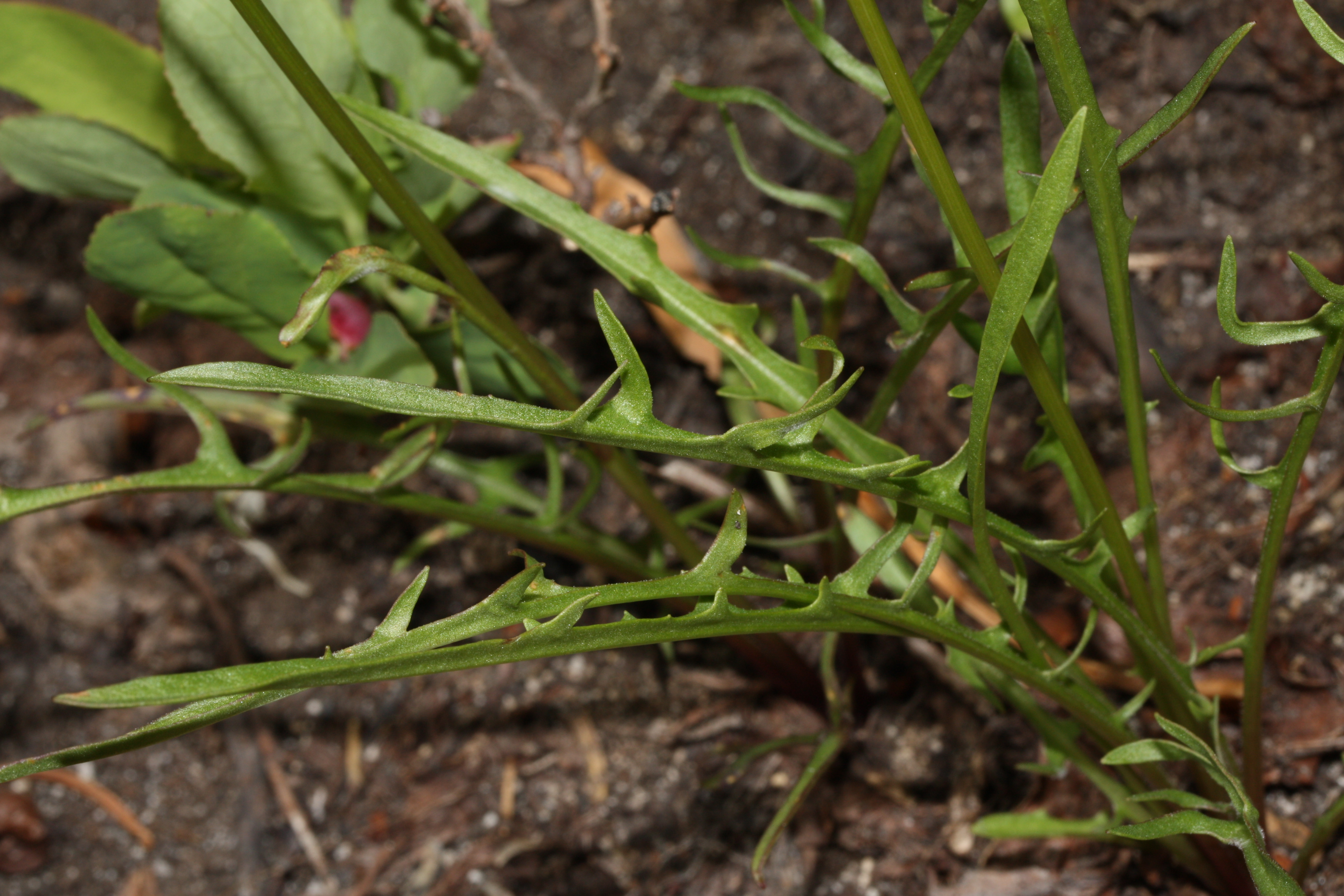
Parque nacional del Monte Rainier
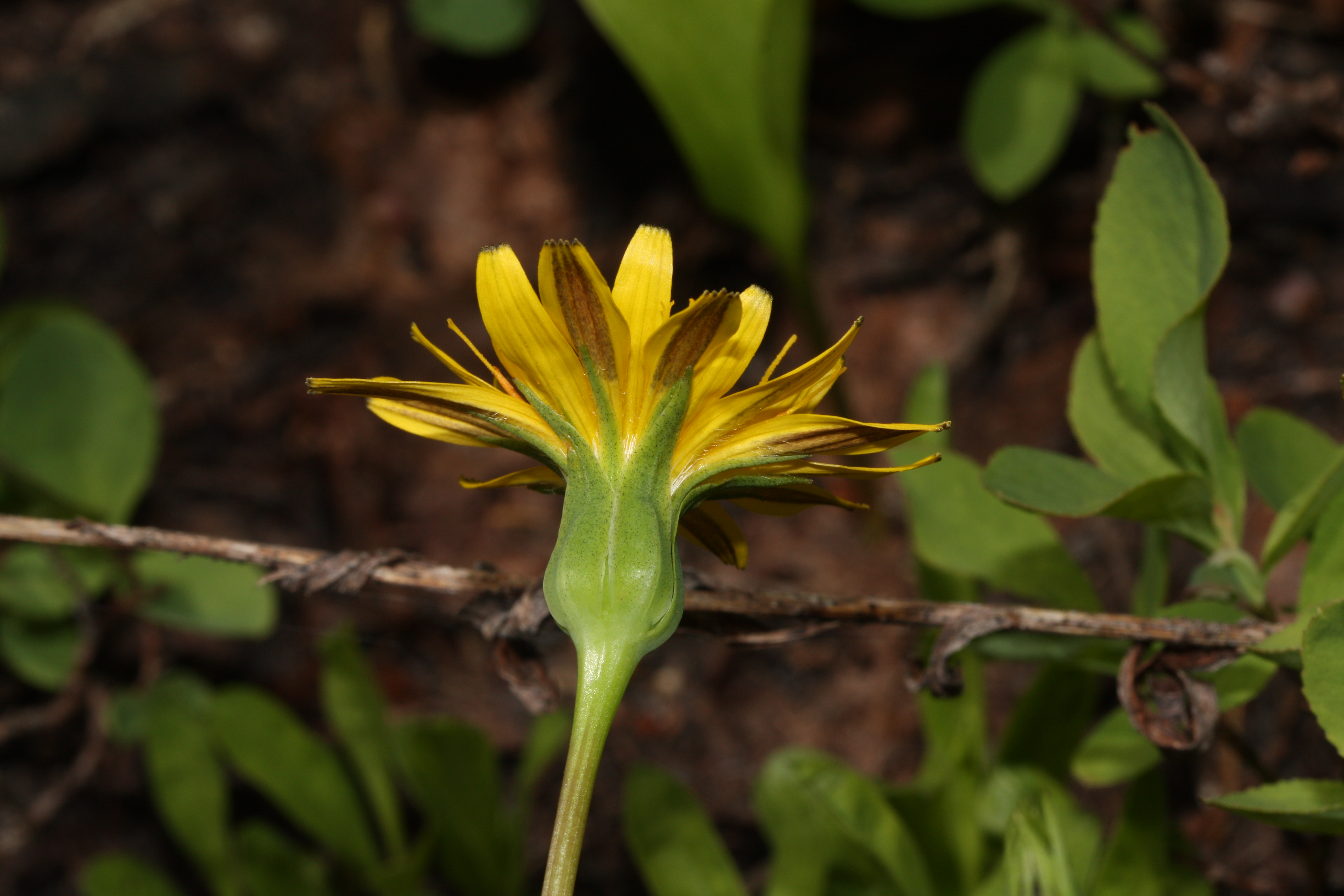
Parque Nacional del Monte Rainier
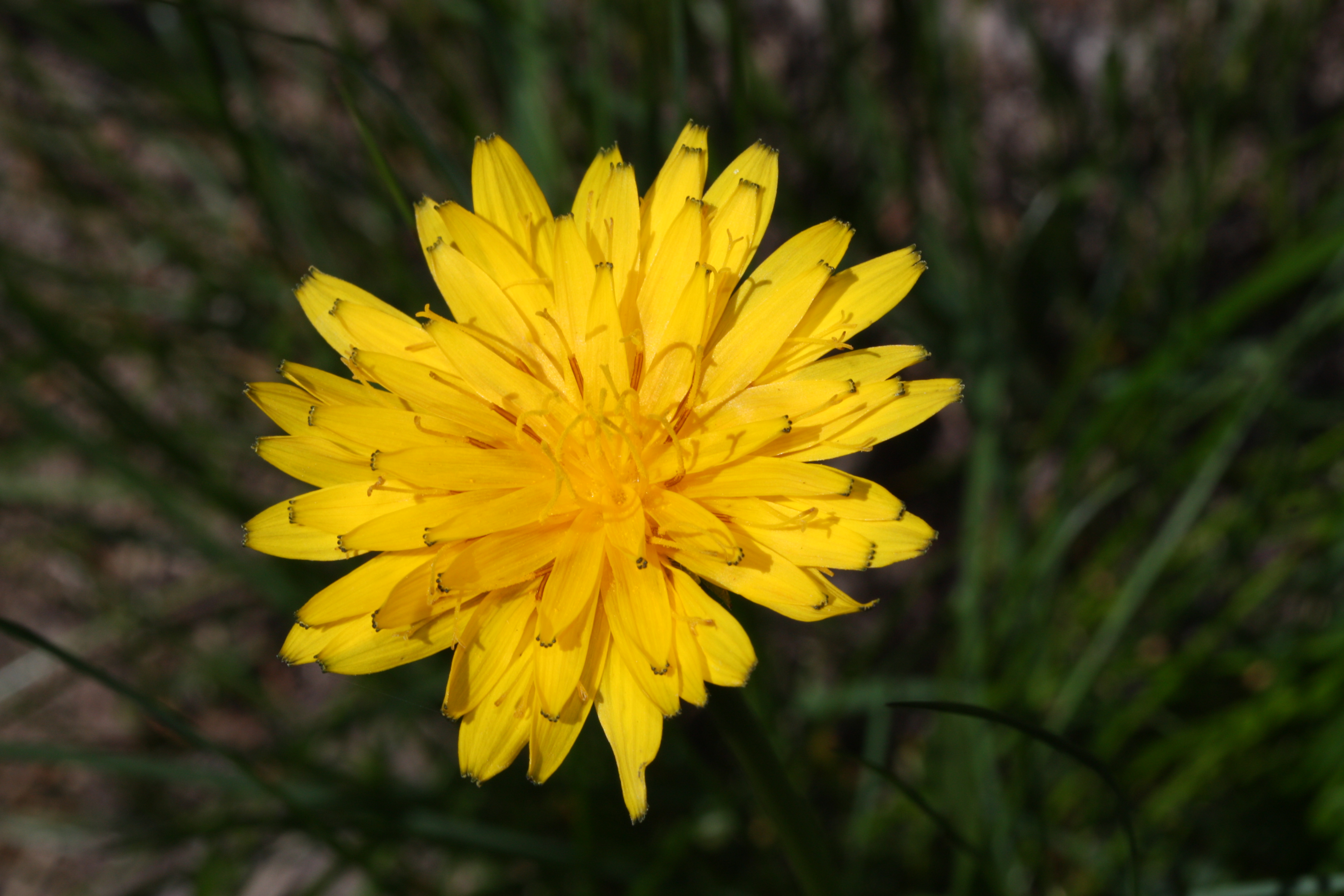
Parque Nacional del Monte Rainier